# 曽根中生
曽根 中生（そね ちゅうせい、1937年10月1日 - 2014年8月26日）は、日本の映画監督、脚本家。本名：曽根 義忠（よしただ）。

## 人物・来歴
群馬県北群馬郡子持村（現在の渋川市）出身。群馬県立渋川高等学校、東北大学文学部を卒業した1962年、日活に入社。
若松孝二監督の問題作『壁の中の秘事』（1965年）の脚本を担当して注目を集める。
また脚本家集団具流八郎の中心的メンバーとして、鈴木清順監督の日活最後の作品『殺しの烙印』（1967年）の脚本を手がける。
その後、監督デビューと時を同じくして日活がロマンポルノ路線に転じたため、多くのロマンポルノ作品を監督することとなった。
1971年 『色暦女浮世絵師』で監督デビュー。1972年11月には監督作『色情姉妹』が上映3日間で打ち切りとなった。これは警視庁から連絡を受けた映倫が再審査を行ったためで、指示通りにシーンをカットするとストーリーが分からなくなる、音声の再録の手間も生じるなどの事情からお蔵入りとなったものである。同年には日活ロマンポルノ事件が発生していたこともあり、審査は厳しいものとなっていた。1976年には人気漫画の実写映画化『嗚呼!!花の応援団』を手がけ、日活の一般映画としては久々の大ヒットを記録。同年のキネマ旬報ベストテン7位と高評価も獲得して、翌年にかけてのシリーズ化、1978年には『博多っ子純情』松竹映画への外部招聘など曽根自身も大きな注目を集める。この作もキネマ旬報ベストテン10位であった。その後もロマンポルノを撮り続け、『天使のはらわた 赤い教室』（1979年）は、樋口尚文をはじめ映画評論家から高い評価を得た。
その後、歌舞伎町の不良少女を描いた『BLOW THE NIGHT 夜をぶっとばせ』（1983年）が予想外のヒット作となり大当たりした。曽根は、この映画で得た金で芸能学校を開設したが、これが大失敗し金策に追われる中、1990年頃に消息不明となってしまう。消息不明ゆえに、好ましくない極道絡みの噂がまことしやかに囁かれ、キネマ旬報や映画監督協会、かつての主演俳優たち、同僚監督や脚本家たちが心配していた。
第36回湯布院映画祭の2011年8月26日のゲストとして健在ぶりを示した。『嗚呼!!花の応援団』DVDに収録の映像特典のインタビューによると、商業目的化しそれに迎合せざるを得ない状況で出来上がった作品への自己嫌悪に耐え切れず、監督業をやめたのだという。
そのことを事前に報じる新聞によれば、監督引退後、知人の紹介で大分県臼杵市内でヒラメの養殖事業に従事し、同所で環境配慮型燃料製造装置の研究開発に会社役員の立場で取り組み、「磁粉体製造装置」と「エマルジョン燃料装置」の2つの特許を取得していたという。
2014年8月26日、肺炎のため大分県臼杵市の病院で死去。76歳没。

## 受賞歴
- 1980年 第1回ヨコハマ映画祭監督賞受賞[10]

## 主な監督作品
- 色暦女浮世絵師 （1972年）
- 性盗ねずみ小僧 （1972年）
- らしゃめんお万 雨のオランダ坂 （1972年）
- らしゃめんお万 彼岸花は散った （1972年）
- 性談牡丹燈籠 （1972年）
- （秘）女郎市場 （1972年）
- 色情姉妹 （1972年）助監督:相米慎二
- 熟れすぎた乳房 人妻 （1973年）
- 実録白川和子 裸の履歴書 （1973年）
- 不良少女 野良猫の性春 （1973年）
- 昭和おんなみち 裸性門 （1973年）
- （秘）極楽紅弁天 （1973年）
- ためいき （1973年）
- 実録エロ事師たち （1974年）
- 続ためいき （1974年）助監督:相米慎二
- くノ一淫法 百花卍がらみ （1974年）助監督:相米慎二
- 現代娼婦考 制服の下のうずき （1974年）助監督:相米慎二
- 大人のオモチャ ダッチワイフ・レポート （1975年）助監督:相米慎二
- 続・レスビアンの世界 －愛撫－ （1975年）助監督:相米慎二
- 女高生100人 （秘）モーテル白書 （1975年）助監督:相米慎二
- ホステス情報 潮ふき三姉妹 （1975年）助監督:相米慎二
- わたしのSEX白書 絶頂度 （1976年）
- 淫絶未亡人 （1976年）
- 嗚呼!!花の応援団 （1976年）
- 嗚呼!!花の応援団 役者やのォー （1976年）
- 不連続殺人事件 （1977年）
- 嗚呼!!花の応援団 男涙の親衛隊 （1977年）
- 新宿乱れ街 いくまで待って （1977年）
- 性愛占星術 SEX味くらべ （1978年）
- 教師 女鹿 （1978年）
- 女高生 天使のはらわた （1978年）
- 博多っ子純情 （1978年）
- 天使のはらわた 赤い教室 （1979年）
- スーパーGUNレディ ワニ分署 （1979年）
- 赤い暴行 （1980年）
- 元祖大四畳半大物語 （1980年）
- 太陽のきずあと （1981年）
- 悪魔の部屋 （1982年）
- BLOW THE NIGHT 夜をぶっとばせ （1983年）
- 唐獅子株式会社 （1983年）
- 夕ぐれ族 （1984年）
- 刺青 IREZUMI （1984年）
- 白昼の女狩り　(1984年※公開は2012年)
- 不倫 （1986年）
- フライング飛翔 （1988年）

## 著書
- 曽根中生自伝 人は名のみの罪の深さよ（2014年、文遊社）

## 曽根中生を題材とした作品
- 『R★P ロマンポルノ』てしろぎたかし、久麻當郎著、ICE。関係者や日活への取材をもとにした”実録”マンガ。[11]